# Mystic Circle
A Mystic Circle német black metal zenekar volt, mely 1992-től 2008-ig állt fenn, majd 2021-ben újjáalakult.

## Története
Ludwigshafen városában alakultak. Death metal együttesként kezdték karrierjüket. Megalakulásuk után egy évvel, 1993-ban már fel is oszlottak, de 1994-ben új felállással újra összeálltak. Eleinte csak demókat adtak ki, 1996-ban megjelentették első nagylemezüket. Utolsó stúdióalbumuk 2006-ban került piacra. Korábbi énekesük, Marc Zimmer (Graf von Beelzebub) új együttest alapított, Gloomball néven. A Mystic Circle 2008-ban feloszlott. 2021-ben újjáalakultak.
A metal rajongók körében kritikákat is kapott az együttes, illetve "Mystic Circus" gúnynévvel, továbbá "szórakoztatóan szörnyű" jelzővel illetik.

## Tagok
2008-as felállás
- Ezpharess - gitár
- Astaroth - dob
- Vike Ragnar - gitár

Korábbi tagok
- Baalsulgorr - billentyűk
- Aaarrrgon - dob
- Abyss - dob
- Necrodemon - dob
- Dementum - dob
- Isternos - gitár
- Xeron - gitár
- Agamidion - gitár
- Mephisto - gitár
- Sarah Jezebel Deva - ének (vendég)
- Graf von Beelzebub - ének, basszusgitár

## Diszkográfia
Stúdióalbumok
- Morgenröte - Das Schrei nach Finsternis (1996)
- Drachenblut (1998)
- Infernal Satanic Verses (1999)
- The Great Beast (2001)
- Damien (2002)
- Open the Gates of Hell (2003)
- The Bloody Path of God (2006)
- Mystic Circle (2022)
- Erzdämon (2023)

Egyéb kiadványok
- Dark Passion (demó, 1994)
- Von Kriegern und Helden (demó, 1995)
- Die Götter der Urväter (demó, 1996)
- Kriegsgötter - Der Weg nach Walhall (kislemez, 1996)
- Schwarze Magie / Blood (split lemez, 1997)
- Infernal Gods of War (koncertalbum, 1999)
- Kriegsgötter II (EP, 2000)
- Unholy Chronicles (1992-2004) (válogatásalbum, 2004)